# Rudolf von Krosigk
Rudolf von Krosigk (* 4. Dezember 1817 in Neisse; † 5. Januar 1874 in Dessau) war preußischer Generalleutnant.

## Leben

### Herkunft
Rudolf von Krosigk stammte aus dem Adelsgeschlecht Krosigk. Er war der jüngste Sohn von Ludwig (Louis) von Krosigk (1781–1821) und dessen Ehefrau Bertha, geborene von Brederlow. Sein älterer Bruder war der spätere Generalmajor Hermann von Krosigk (1815–1868). Der Vater starb bereits mit 40 Jahren infolge einer bei der Schlacht bei Montmirail erlittenen Verwundung.

### Militärkarriere
Krosigk besuchte das Friedrich-Wilhelms-Gymnasium in Berlin und trat dann am 14. Januar 1836 in das Garde-Dragoner-Regiment der Preußischen Armee ein. Während des Deutschen Krieges nahm er 1866 als Oberst und Kommandeur des Garde-Husaren-Regiments an den Gefechten bei Trautenau, Soor, Königinhof und der Schlacht bei Königgrätz teil. In dieser wurde Krosigk durch einen Säbelhieb schwer verwundet und für seine Verdienste am 20. September 1866 mit dem Kreuz der Komture des Königlichen Hausordens von Hohenzollern mit Schwertern ausgezeichnet. Nach dem Krieg wurde er am 28. Juli 1868 zum Kommandeur der 22. Kavallerie-Brigade ernannt.
Mit der Mobilmachung zu Beginn des Krieges gegen Frankreich erfolgte seine Ernennung zum Kommandeur der mobilen 10. Kavallerie-Brigade und kurz darauf am 26. Juli 1870 seine Beförderung zum Generalmajor. Als solcher nahm er am Verfolgungsgefecht nach der Schlacht bei Wörth, der Beschießung von Marsal, den Schlachten bei Sedan, Orléans, Le Mans und den Gefechten bei Dannemois, Toury, Artenay, Marchenoir, Chartres, Courville, Illiers, Yevres, Bellême, Alençon und Villaines teil. Nach Kriegsende kehrte er, ausgezeichnet mit den beiden Klassen des Eisernen Kreuzes, in die Heimat zurück. Am 12. April 1873 wurde er mit dem Charakter als Generalleutnant mit Pension zur Disposition gestellt.
Er verstarb in Dessau und wurde zu Poplitz beigesetzt. Krosigk war Rechtsritter des Johanniterordens.

### Familie
Am 8. Oktober 1857 heiratete Rudolf von Krosigk in Gröna seine Cousine Antoinette von Krosigk (1821–1866), eine Tochter seines Onkels Anton Emil von Krosigk. Ihr gemeinsamer Sohn Günther von Krosigk (1860–1938) wurde in Treptow a. R. geboren. Er ging zur Kaiserlichen Marine und wurde im Ersten Weltkrieg Admiral und Chef der Marinestation der Nordsee.

## Schriften
- Nachrichten zur Geschichte des Dynasten- und Freiherren-Geschlechts von Krosigk. Zusammengestellt aus Urkunden, Aut(h)entischen Schriftstellern, Archiv- und Familien-Nachrichten 1856. Als Manuscript gedruckt. Druck J. Petsch. Berlin 1856. digi-hub Digitale Sammlungen